# サンダーボルト (1974年の映画)
『サンダーボルト』（Thunderbolt and Lightfoot）は、1974年のアメリカ合衆国のアクション映画。監督はマイケル・チミノ、出演はクリント・イーストウッドとジェフ・ブリッジスなど。
犯罪に熟練した朝鮮戦争世代の中年男と、当時ようやく終結したベトナム戦争世代の若者との友情を軸に、アメリカ合衆国中西部を舞台としたロードムービーの形式で当時の米国社会を描いている。

## ストーリー
銀行の金庫を20ミリ機関砲で破壊するという変わった手口で名を馳せたサンダーボルト（クリント・イーストウッド）は、奪った50万ドルの分配を巡って軍隊仲間で粗暴な性格のレッド（ジョージ・ケネディ）ら昔のギャング仲間に狙われ、小さな教会の牧師に身をやつしていた。
一方、根無し草な生活を送るコソ泥のライトフット（ジェフ・ブリッジス）は、片足を失った負傷兵を装って中古車ディーラーから高級車を乗り逃げする。
サンダーボルトの居場所を突き止めたギャング仲間のダンロップは教会に乗り込み、説教中のサンダーボルトをアストラM900で狙撃するが、サンダーボルトは間一髪、難を逃れる。ダンロップの放つ銃弾を避けながら小麦畑を走り抜けると、たまたま近くを通りかかったライトフットの車がはね飛ばすことによりサンダーボルトは救われる。
外れてしまった肩の関節をベルトを使ってひとりで嵌め直すサンダーボルトを見て、ひとめ惚れしたライトフットは、少し偏屈なサンダーボルトにつきまとい、世話を焼きながら相棒にしてほしいとせがむ。
お調子者のライトフットに辟易しながらも、徐々に心を開きはじめたサンダーボルトは、自分を狙うレッドとの因縁をビールを片手に語りはじめる。二人は50万ドルを隠した古い小学校に向かうが、そこには新築の校舎が建ち、隠した金は跡形も無かった。
二人を追っていたレッドとエディ（ジェフリー・ルイス）は、隠した金が消えてしまった事を知らされて落胆するが、そんな時にライトフットが「またやれば良いじゃないか俺達で」と意外な事を言い出した。
こうしてライトフットが新たに加わって、前回襲った銀行を再度狙う男達の計画が動き始める。

## 登場人物
サンダーボルト
演 - クリント・イーストウッド
宣教師。実は悪名高い銀行強盗。名前の由来は銀行を襲撃する手口が機関砲で金庫に風穴を開けることによるもの。
ライトフット
演 - ジェフ・ブリッジス
コソ泥。車の運転が上手い。
レッド・リアリー
演 - ジョージ・ケネディ
サンダーボルトのかつての仲間。サンダーボルトを追っている。
エディ・グーディ
演 - ジェフリー・ルイス
サンダーボルトのかつての仲間。運転担当でもあった。
メロディ
演 - キャサリン・バック
ナンパされた女性。
カーリー
演 - ゲイリー・ビジー
ライトフットのバイト先の同僚。
グロリア
演 - ジューン・フェアチャイルド
メロディの友人。
ビリー
サンダーボルトのかつての仲間。心臓麻痺で亡くなった。

## キャスト
| 役名             | 俳優                       | 日本語吹替                                                        | 日本語吹替 |
| 役名             | 俳優                       | TBS版                                                             | 機内上映版 |
| ---------------- | -------------------------- | ----------------------------------------------------------------- | ---------- |
| サンダーボルト   | クリント・イーストウッド   | 山田康雄                                                          | 山田康雄   |
| ライトフット     | ジェフ・ブリッジス         | 佐々木功                                                          | 古川登志夫 |
| レッド・リアリー | ジョージ・ケネディ         | 大宮悌二                                                          |            |
| エディ・グーディ | ジェフリー・ルイス         | 矢田耕司                                                          |            |
| メロディ         | キャサリン・バック         | 尾崎桂子                                                          |            |
| カーリー         | ゲイリー・ビジー           |                                                                   |            |
| グロリア         | ジューン・フェアチャイルド | 青木めい子                                                        |            |
| その他           | N/A                        | 石森達幸 野本礼三 巴菁子 千葉繁 加川三起 城山知馨夫 葵京子 藤本譲 |            |
|                  |                            |                                                                   |            |
| 演出             | 演出                       | 蕨南勝之                                                          |            |
| 翻訳             | 翻訳                       | 佐藤一公                                                          |            |
| 効果             | 効果                       | 芦田公雄                                                          |            |
| 調整             | 調整                       | 平野富夫                                                          |            |
| 制作             | 制作                       | 東北新社                                                          |            |
| 解説             | 解説                       | 荻昌弘                                                            |            |
| 初回放送         | 初回放送                   | 1978年9月25日 『月曜ロードショー』 21:02-22:55                    |            |

※TBS版吹替はBlu-ray収録

## スタッフ
- 監督/脚本：マイケル・チミノ
- 製作：ロバート・デイリー
- 音楽：ディー・バートン
- 撮影：フランク・スタンリー
- 編集：フェリス・ウェブスター
- 主題歌：ポール・ウィリアムズ "Where Do I Go from Here"
- 製作会社：マルパソカンパニー

## 日本でのテレビ放送
日本の昭和期には地上波のTV放送でよく放送されていた作品のひとつであり、昭和64年1月6日の深夜帯にも関東エリアで放送されていたため通常編成では昭和の最後に放送された番組となった。

## 評価
レビュー・アグリゲーターのRotten Tomatoesでは31件のレビューで支持率は87%、平均点は6.90/10となった。Metacriticでは10件のレビューを基に加重平均値が62/100となった。